# Bernat de Rocafort
Bernat de Rocafort (?-Aversa, Campanie 1309) était l'un des chefs de la Grande compagnie des Almogavres.
Appartenant à la mouvance du roi Frédéric II de Sicile, il possédait deux châteaux en Calabre qu'il dut céder au roi Robert Ier de Naples lorsque fut signée la paix de Caltabellotta, en 1302. Mais il exigea auparavant d'être  payé de la solde qu'on lui devait, ce qui lui valut la haine du roi Robert.
Ayant réglé son problème, il rejoignit Roger de Flor à Constantinople, à la tête de mille Almogavres et de mille deux cents chevaliers, voyageant sur deux galères. Ramon Muntaner alla les recevoir à Anæa, puis ils passèrent à Éphèse. Roger de Flor le nomma maréchal de l'armée et le fiança à sa fille. Il combattit vaillamment contre les Turcs à la bataille des Monts du Taurus et parvint, avec le reste de la troupe, jusqu'aux Portes de Cilicie (1304).
Après l'assassinat de Roger de Flor et de l'amiral Ferran d’Ahonés, et que Berenguer d'Entença fut emprisonné à Gênes, Rocafort devint de facto le chef de la Compagnie catalane (1305). Ils restèrent pendant deux ans à Gallipoli, se défendant avec succès contre les Grecs et leurs alliés.
Lorsque Berenguer d'Entença fut de retour, Bernat de Rocafort ne voulut pas le reconnaître comme chef, et  la zizanie s'installa chez les Almogavres. Les uns suivirent Entença, tandis que les autres, auxquels se joignirent des Turcs et des Turcopoles, n'abandonnèrent pas Rocafort. C'est alors qu'arriva l'infant Ferdinand (Ferran) de Majorque, que Rocafort refusa comme représentant de Frédéric II de Sicile, sachant que Ferdinand resterait fidèle au roi de Sicile et refuserait de chapeauter la Compagnie en son propre nom. 
Les Almogavres décidèrent d'abandonner Gallipoli et de se diriger vers Christopolis, en laissant un intervalle entre les troupes de Berenguer d'Entença et celles de Bernat de Rocafort, afin d'éviter tout incident. Celui-ci se produisit néanmoins, et Humbert de Rocafort, frère de Bernat, ainsi que Dalmau Sant Martí, leur oncle, tuèrent Berenguer d'Entença.
L'Infant préférant repartir plutôt que de se montrer déloyal envers Frédéric, Bernat de Rocafort se retrouva seul chef des Almogavres. Voyant qu'il s'était coupé des maisons de Sicile, d'Aragon et de Majorque, il se rapprocha de Charles de Valois —le même qui avait combattu contre Frédéric II de Sicile et qui était devenu empereur titulaire de Constantinople— et lui fit allégeance en prêtant serment à Thibaud de Cepoy, son représentant.
Bernat de Rocafort était ambitieux et tyrannique, et il finit par se faire haïr de ses troupes, tout comme il sut s'attirer l'inimitié de Thibaud de Cepoy, qu'il ne « consultait pas plus qu'un chien », selon l'expression de Ramon Muntaner. D'accord avec les autres chefs de la Compagnie, Cepoy arrêta Rocafort et son frère Humbert et les envoya à Naples où le roi Robert, qui n'avait pas oublié l'affaire des châteaux de Calabre, les jeta dans les oubliettes du château d'Aversa, dans lesquelles il les  laissa mourir de faim, en 1309.